# Tapio Hiisivaara
Tapio Felix Hiisivaara, född 16 juni 1907 i Helsingfors, död 25 december 1971, var en finländsk journalist, författare och översättare.
Hiisivaara gick fyra klasser i Åggelby svenska samskola. Han vistades fyra år i Nord- och Sydamerika jämte Afrika, Väst- och Sydeuropa, talrika resor i olika europeiska länder samt i Turkiet och Sahara. Han var redaktör i Suomen Sosialidemokraatti 1930, i Pohjanmaan Kansa 1930–1931, i Kansan Lehti 1931–1937, Suomen Sosialidemokraatti 1938–1945, författare 1945–1949, redaktör i Suomen Kuvalehti 1949, chefredaktör i Viikkosanomat 1953–1954 och åter författare från 1954. Han var ordförande för Sammatti biblioteksnämnd 1961–1962.